# 土壤水分传感器

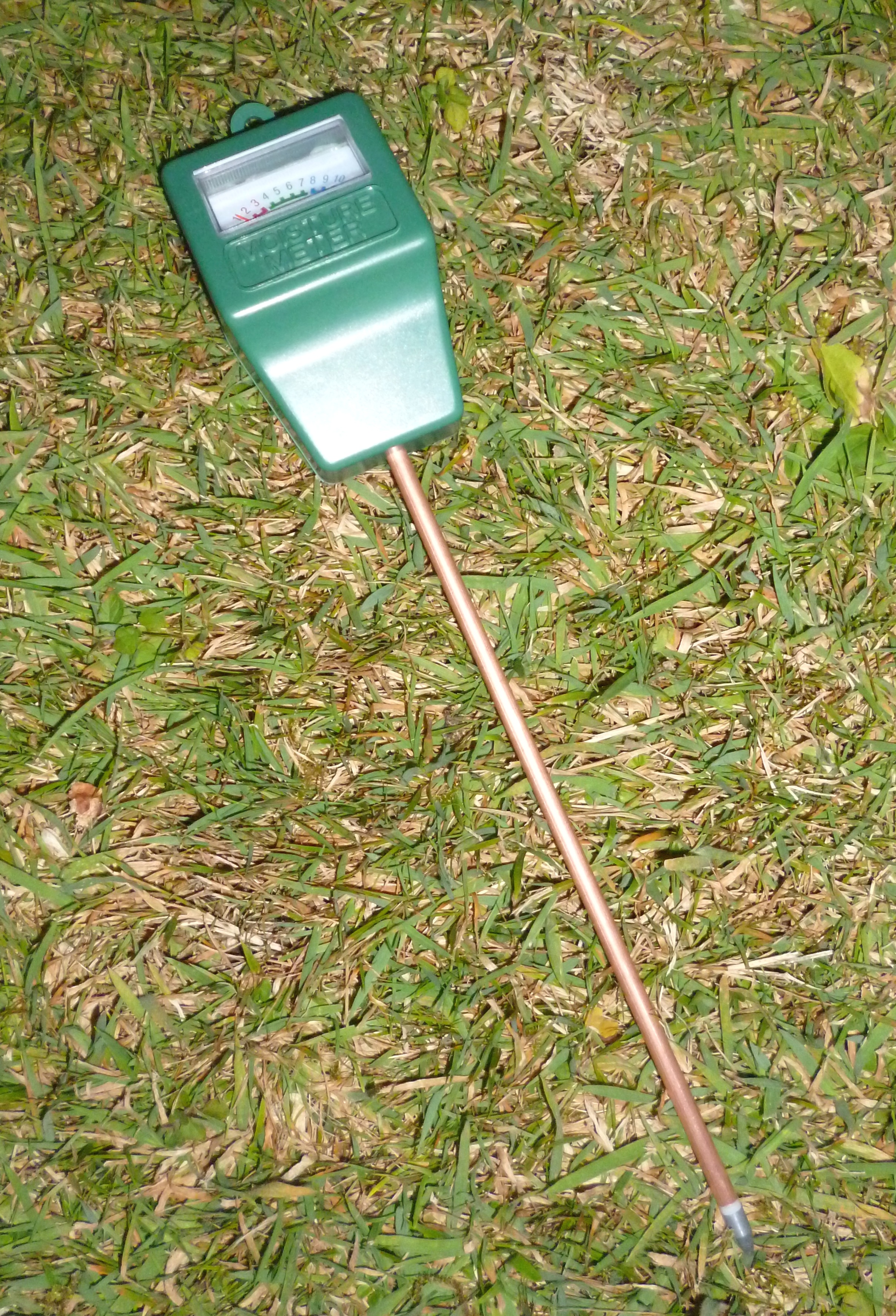
园丁使用的一个简单的土壤水分传感器。

土壤水分传感器（Soil moisture sensor），又名土壤水分仪，土壤湿度计，土壤墒情仪，土壤墒情传感器，主要用来测量土壤含水量（土壤含水率）。一些土壤水分传感器能同时测量土壤的水分含量、土壤温度及土壤中总盐分含量三个参数。
土壤水分传感器能够根据土壤水分含量的状态和变化，分析植物的生长状况，进而影响食品安全、生产力及生态环境。